# 邁耶 (亞利桑那州)
邁耶（英語：Mayer）是位於美國亞利桑那州亞瓦派縣的一個人口普查指定地區。根據2010年美國人口普查，該地人口為1497人，而該地的面積約為52.00平方千米。

## 地理
邁耶的座標為34°25′09″N 112°14′59″W / 34.41917°N 112.24972°W，而該地最高點為海拔高度1436米（即4415英尺）。